# Un père idéal
 (décembre 2024).
Un père idéal est un téléfilm français d'Hélène Fillières sorti en 2024.

## Synopsis
Michel tient un café-épicerie dans un village de Normandie. Il élève seul sa fille depuis le départ de sa femme. Pour tous, c'est un ami idéal, qui diffuse la bonne humeur parmi ses amis. Un drame survient. Sa fille est assassinée presque sous ses yeux, après une soirée avec une amie. La police enquête et Michel figure parmi les suspects. Il est même placé en garde à vue puis libéré « faute de preuves ». Mais le mal est fait, et il est de plus en plus soupçonné par ceux qui se disaient ses amis. Seul Jeff, le curé, continue à le défendre contre tous.

## Distribution
Sauf indication contraire, les informations mentionnées dans cette section peuvent être confirmées par la base de données cinématographiques Allociné,  présente dans la section « Liens externes ».
- Laurent Gerra : Michel
- Eddy Mitchell : Jeff
- Laure-Lucile Simon : Florence Pasquier
- Tess Barthélemy : Christelle
- Jérôme Kircher : Max
- Bérangère Bonvoisin : Sylvie
- Denez Raoul : Paul
- Alice Aliaga : Karine
- Rufus : l'évêque
- Larabie Dimzoure : un gendarme

## Tournage
Le tournage s'est déroulé à Heugon. Le bar où se déroulent certaines scène était un bar à l'abandon qui a été rénové pour le tournage et dont la réouverture est envisagée.

## Accueil critique
Le magazine Moustique indique : « Si Un père idéal traite du meurtre d'une ado, il se penche surtout sur la suspicion qui peut en découler. Le papa de la victime n'a t-il rien à se reprocher ? Et peut-on donner le bon Dieu sans confession à son vieil ami le curé ? La réalisatrice Hélène Fillières entretient habilement le doute. C'est le principal atout d'un récit qui n'évite pas la caricature (certains personnages s'avèrent peu crédibles), tandis que le rythme du film n'est pas du plus soutenu. »